# Königsbrück
Königsbrück (alt sòrab: Kinspork) és un municipi alemany que pertany a l'estat de Saxònia. Es troba a 14 kilòmetres de Kamenz i a 27 kilòmetres al nord-est de Dresden

## Composició
Està formada pels llogarets de:
- Königsbrück, 3908 h.
- Gräfenhain, 418 h.
- Röhrsdorf, 163 h.